# Imaike (métro de Nagoya)
Imaike (今池駅, Imaike-eki) est une station du métro de Nagoya sur les lignes Higashiyama et Sakura-dōri dans l'arrondissement de Chikusa à Nagoya.

## Situation sur le réseau
La station Imaike est située au point kilométrique (PK) 11,7 de la ligne Higashiyama et au PK 6,3 de la ligne Sakura-dōri.

## Histoire
La station a été inaugurée le 15 juin 1960 sur la ligne Higashiyama. La ligne Sakura-dōri y arrive le 10 septembre 1989.

## Services aux voyageurs

### Accès et accueil
La station est ouverte tous les jours.

### Desserte

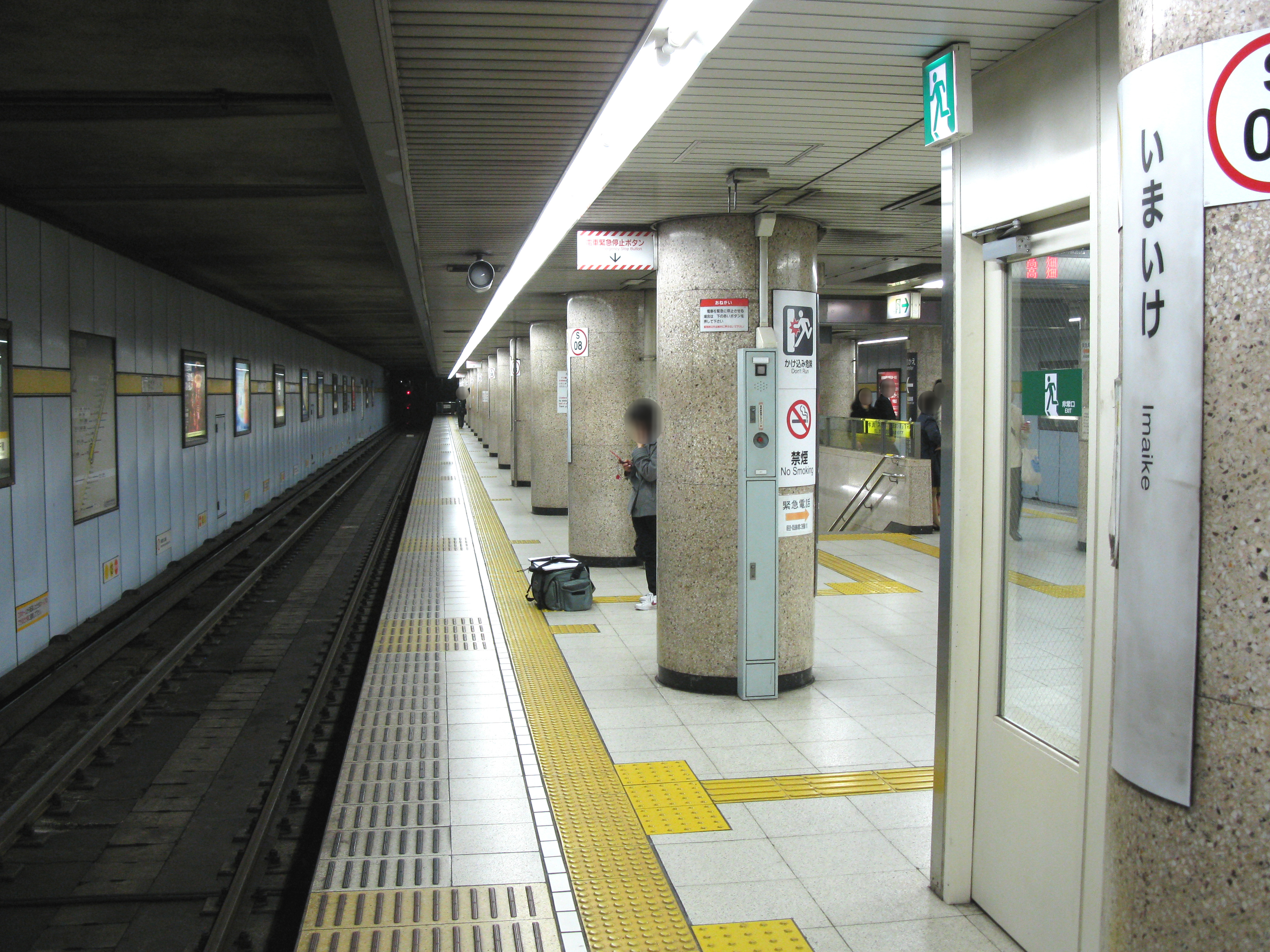
Vue du quai de la ligne Sakura-dōri

- Ligne Higashiyama :
  - voie 1 : direction Fujigaoka
  - voie 2 : direction Takabata
- Ligne Sakura-dōri :
  - voie 3 : direction Tokushige
  - voie 4 : direction Taiko-dori